# L'Élue (roman de Carey)
Pour les articles homonymes, voir L'Élue.
L'Élue (titre original : Kushiel's Chosen) est un roman de fantasy de l'écrivain américain Jacqueline Carey.
Ce roman a été nommé au prix Locus du meilleur roman de fantasy en 2003.

## Résumé
Le calme est revenu dans la Ville d'Elua sous le règne d' Ysandre de la Courcel  et de son époux Drustan mab Necthana. Pourtant, un nouveau complot se trame dans l'ombre et Melisande est toujours recherchée. Phèdre devenue comtesse de Montrève se lance à sa poursuite avec l'aide de ses chevaliers et de Joscelin Verreuil. Phèdre va, une nouvelle fois, se retrouver au cœurs de nombreux complots. Sa quête ne sera pas dénuée d'aventures et la conduira à voyager aux divers coins du monde de Jacqueline Carey. Pourra-t-elle sauver la jeune reine d'un destin tragique ? 